# Gry Tofte Ims
Pour les articles homonymes, voir Tofte.
Gry Tofte Ims, née le 2 mars 1986, est une footballeuse internationale norvégienne. Elle au poste de milieu de terrain avec le club norvégien de Klepp IL et en équipe de Norvège.

## Biographie

### Parcours en club
En 2003, elle est remarquée par le club de Klepp IL, qui lui propose un contrat qu'elle accepte. Depuis, elle n'a jamais quitté ce club, malgré plusieurs propositions. 
Capitaine de son équipe depuis 2006, elle y est considérée comme un roc.

### Parcours en équipe nationale
Après sept ans à jouer avec les différentes équipes de jeunes, elle reçoit sa première sélection en équipe de Norvège le 13 janvier 2010, face à la Chine (défaite 1-0). 
Lors du mondial 2011 organisé en Allemagne, elle joue deux matchs, contre le Brésil et l'Australie. Lors du mondial 2015 qui se déroule au Canada, elle dispute trois matchs, contre la Thaïlande, l'Allemagne, et l'Angleterre.

## Palmarès
- Finaliste du championnat d'Europe en 2013 avec l'équipe de Norvège